# Naomi Fujiyama
Naomi Fujiyama (n. 28 de diciembre de 1958) es una actriz japonesa. Ha ganador el premio por mejor actriz en los Premios de Cine Hochi y en el Festival de Cine de Yokohama por Face.